# Léonie Ferran
Léonie Ferran  (* 30. Januar 1990 in Barcelonnette) ist eine französische Skibergsteigerin und mehrfache Titelinhaberin.

## Karriere
Ferran begann 2003 mit dem Skibergsteigen. Mit der Teilnahme am „L'Ubayenne“ bei Sauze bestritt sie ihren ersten Wettkampf und ist seit 2007 Mitglied der französischen Nationalmannschaft Skibergsteigen. 2007 wurde sie Französische Meisterin im Vertical Race und im Skibergsteigen.

### Medien
Ein Kurzfilm Haute Route Plus (Die schnellen Damen der Haute-Route) zeigt sie zusammen mit Monique Merill, als sie am 4. Mai 2008 in nur drei Tagen die neue Route „Haute Route Plus“ von Chamonix über Zermatt bis nach Alagna eröffneten.